# Celebrity Eclipse
Celebrity Eclipse (ang. Zaćmienie Gwiazd) – jeden z pięciu wycieczkowców typu Solstice ("Celebrity Equinox", "Celebrity Solstice", "Celebrity Reflection", "Celebrity Silhouette"), należący do Celebrity Cruises. Jest największym promem wybudowanym w Niemczech.
Statek został zwodowany 23 stycznia 2009 w stoczni Meyer Werft w Papenburgu, by ostatecznie zostać oddanym do eksploatacji w kwietniu 2010 roku.
"Eclipse" po raz pierwszy przybył do Polski 18 czerwca 2014. Z okazji zawinięcia do gdyńskiego portu na Skwerze Kościuszki wmurowana została pamiątkowa tablica.